# Leonid Toptunov
Leonid Fedorovič Toptunov, sovjetski inženir * 16. avgust 1960 Mikolajivka, Ukrajinska SSR, Sovjetska zveza † 14. maj 1986 Moskva, Ruska SSR, Sovjetska zveza.                               
Toptunov je bil v času Černobilske nesreče 26. aprila 1986 višji glavni inženir za nadzor reaktorja 4 jedrske elektrarne v Černobilu. 

## Biografija

### Zgodnje življenje
Leonid Toptunov se je rodil 16. avgusta 1960 v Mikolajivki, Burinski kraj, Sumska oblast, v vojaški družini. Po njegovem rojstvu se je družina preselila v mesto Leninsk. Otroštvo in leta osnovne šole je preživel v tem mestu. Že od zgodnjih let je bil navdušen nad matematiko in fiziko. Toptunov je v srednji šoli študiral na 11. stopnji srednje šole v Talinu v Estonski SSR, kjer je prejel tudi spričevalo. Leta 1983 je opravil diplomo na Moskovskem inštitutu za elektrotehniko s specialko za inženirstvo jedrskih elektrarn.

### Černobil
Toptunov je svojo kariero začel v jedrski elektrarni v Černobilu, kjer se je zaposlil marca 1983. Delal je kot inženir za nadzor enote in višji inženir za nadzor reaktorjev. Januarja 1986 je bil Toptunov imenovan za višjega inženirja v reaktorju 4.
Ponoči 26. aprila 1986 je bil Toptunov skupaj z Aleksandrom Akimovom v kontrolni sobi rekatorja 4 jedrske elektrarne, kjer sta skupaj izvajala varnostni test pod nadzorom namestnika glavnega inženirja Anatolijem Djatlovom. Toptunov je bil prvi, ki je opazil, da se moč v reaktorju nenehno hitro povečuje in takoj obvestil Akimova, ki je nato pritisnil na gumb A-05. Kmalu zatem, ob 1:23 je reaktor eksplodiral. Kmalu po eksploziji je Toptunov poskušal vzpostaviti telefonski stik z dežurnimi inženirji v spodnjih prostorih reaktorja, da bi poročal o škodi reaktorja, a brez uspeha. V prvih urah po nesreči je Toptunov sprejel ukrepe za lokalizacijo nesreče in preprečevanje njenega širjenja ter z drugimi inženirji sodeloval pri dovajanju hladne vode v porušen reaktor. Na tem položaju je ostal do 8:00 ure zjutraj 26. aprila, pri tem pa je bil izpostavljen smrtonosni dozi 700 rem sevanja.
Toptunov je bil hospitaliziran in odpeljan v posebno bolnišnico v Moskvi, kjer se je zdravil skupaj z drugimi inženirji iz elektrarne. Nesreča ga je močno prizadela zato je v zadnjih dnevih svojega življenja medtem, ko je ležal na svoji postelji, govoril zelo užaljeno, saj ni mogel verjeti kaj se je zgodilo. 14. maja 1986 je Toptunov podlegel akutni sevalni zastrupitvi in umrl v starosti 25 let. Pokopan je bil na mednarodnem pokopališču v Moskvi.

## Nagrade in v popularni kulturi
Leta 2008 je Viktor Juščenko, takratni predsednik Ukrajine, Toptunovu posmrtno odlikoval z Ordenom za pogum 3. stopnje.
V televizijski seriji Zero Hour leta 2004 ga je upodobil igralec Volodya Stepanenko. V upodobitvi BBC-ja Surviving Disaster: Černobilska jedrska katastrofa ga je upodobil Michael Colgan leta 2006 in Robert Emms v HBO-jevi miniseriji Černobil iz leta 2019.